# 中华玉螺
中华玉螺（学名：Natica onca），是异足目玉螺科玉螺属的一种。主要分布于中国大陆、台湾，常栖息在浅海沙底、低潮线下。